# Велєв В'ячеслав Сергійович
В'ячеслав Сергійович Велєв (нар. 21 травня 2000) — український футболіст, лівий захисник.

## Біографія
Вихованець СДЮШОР «Чорноморець» з Одеси. Надалі увійшов до структури клубу, де грав спочатку у юнацькому чемпіонаті до 19 років, а потім і в молодіжній першості України з футболу. 10 серпня 2019 року дебютував за першу команду «моряків» в матчі чемпіонату України 2019/20 серед команд першої ліги проти клубу «Минай», коли він на 75-й хвилині замінив Володимира Танчика.
Восени 2020 року став гравцем ФК «Мариуполь».
На початку 2021 року приєднався до команди «Гірник-Спорт».

## Статистика
| Сезон   | Клуб            | Ліга         | Чемпіонат | Чемпіонат | Кубок | Кубок | Першість дублерів | Першість дублерів |
| Сезон   | Клуб            | Ліга         | Ігри      | Голи      | Ігри  | Голи  | Ігри              | Голи              |
| ------- | --------------- | ------------ | --------- | --------- | ----- | ----- | ----------------- | ----------------- |
| 2016/17 | «Чорноморець»   | Прем'єр-ліга | 0         | 0         | 0     | 0     | 5                 | 0                 |
| 2017/18 | «Чорноморець»   | Прем'єр-ліга | 0         | 0         | 0     | 0     | 27                | 4                 |
| 2018/19 | «Чорноморець»   | Прем'єр-ліга | 0         | 0         | 0     | 0     | 25                | 1                 |
| 2019/20 | «Чорноморець-2» | Друга ліга   | 5         | 0         | 0     | 0     | 0                 | 0                 |
| 2019/20 | «Чорноморець»   | Перша ліга   | 13        | 0         | 1     | 0     | 0                 | 0                 |
| 2020/21 | «Маріуполь»     | Прем'єр-ліга | 3         | 0         | 0     | 0     | 0                 | 0                 |
| 2020/21 | «Гірник-Спорт»  | Перша ліга   | 11        | 0         | 0     | 0     | 0                 | 0                 |